# IBM Personal Computer/AT
IBM Personal Computer/AT (též IBM AT, PC AT, PC/AT, IBM 5170) je v informatice označení pro třetí generaci IBM PC kompatibilních osobních počítačů z roku 1984 (následoval po IBM PC z roku 1981 a IBM PC/XT z roku 1983). Název AT je zkratka Advanced technology („pokročilá technologie“), čímž firma IBM jako jeho tvůrce odkazovala na nově použité technologie (např. chráněný režim procesoru Intel 80286 taktovaného na 6 MHz). Podobně jako u předchozích generací vyráběli i jiní výrobci počítače dle stejného standardu, a proto byly označovány jako tzv. IBM PC/AT kompatibilní. Jako nástupce počítačů IBM PC/AT byla v roce 1987 představena řada IBM PS/2, která se však mimo prostředí společnosti IBM nestala široce akceptovaným standardem jako v případě počítačů IBM PC/XT/AT.

## Vlastnosti PC AT
Chráněný režim procesoruZ důvodu zpětné kompatibility byl procesor Intel 80286 po zapnutí automaticky přepnut do režimu plně kompatibilního s původním vnitřně 16bitovým procesorem Intel 8088 použitým v IBM PC a IBM PC/XT (přímo dostupná paměť maximálně 1 MiB, resp. kvůli rezervované oblasti pro rozšiřující zařízení zapojovaných do slotů rozšiřující sběrnice ISA jen 640 KiB RAM). Uzpůsobený software však umožňoval přepnout procesor do chráněného režimu, ve kterém byla k dispozici jiná sada strojových instrukcí, které pracovaly s 24bitovou adresou (tj. až 16 MiB RAM). Této vlastnosti procesoru využíval v DOSu ovladač HIMEM.SYS (zavedený v CONFIG.SYS), který zpřístupnil v počítači paměť RAM větší, než 1 MiB. Rozšířené možnosti procesoru využívaly i 16bitové Windows 3.0 a některé další programy (např. Lotus 1-2-3).
ISA sběrniceZákladní deska počítače PC AT byla vybavena 16bitovou ISA sběrnicí s 24bitovou adresovou částí (umožňovala adresovat až 16 MiB operační paměti RAM), která byla zpětně kompatibilní s původní 8bitovou variantou sběrnice ISA (někdy označovanou PC bus či XT bus) s 20bitovou adresní sběrnicí.
IRQ a DMARozšíření počtu IRQ kanálů na 15 (původně 8) a DMA kanálů na 7 (původně 4). V obou případech je to provedeno kaskádovitým zapojením identického řadiče na původní. V případě IRQ jsou tak přerušení z druhého obvodu číslována jako 8–15 a jsou zapojena na vývod 2 původního řadiče (přerušení není 16, ale jen 15, protože vývod 2 je zabrán propojením s druhým řadičem). Podobně je DMA kanál 4 vyhrazen pro kaskádu 0–3 a vypuštěn je kanál 7. Některé IRQ a některé DMA kanály jsou použity na základní desce a nejsou ani vyvedeny na rozšiřující sběrnice.
Záložní baterieNa základní desce je umístěna lithiová tabletová baterie, která po odpojení počítače ze sítě napájí hodiny reálného času (RTC) a 50 bajtů paměti typu CMOS, kde jsou uložena nastavení BIOSu. Původní PC vyžadovalo po startu nastavení data a času pomocí příkazů time a date (v případě absence AUTOEXEC.BAT byly při startu systému spuštěny automaticky nebo byl automaticky nastaven datum 1.1.1980 a čas 0:00:00). Nastavení pomocí propojek (DIP přepínačů) přímo na základní desce bylo nahrazeno speciálním programem (typicky setup.exe), který ukládal nastavení do paměti CMOS. Avšak většinou byl tento program umisťován spolu s BIOSem do paměti ROM (tzv. SETUP, jak to mají i dnešní IBM PC kompatibilní počítače).
KlávesniceAT klávesnice obsahuje 84 kláves, byla doplněna klávesa <SysRq> tj. „oslovení systému“. Numerická klávesnice je jasně oddělena od hlavní klávesové skupiny, byl přidán indikátor LED pro klávesy Caps Lock, Scroll Lock a Num Lock. AT klávesnice využívá stejný 5pinový konektor DIN jako původní PC klávesnice, ale používá ho jako obousměrné rozhraní (PC a PC/XT klávesnice má rozhraní jednosměrné) a generuje při stisku kláves jiné scankódy. Obousměrné rozhraní umožňuje počítači resetovat nastavení klávesnice, ovládat rozsvěcování LED diod a nastavit opakovací frekvenci klávesnice. Pozdější AT klávesnice měly 101 kláves, protože do ní byla integrovaná číselná klávesnice s klávesou Num Lock (na numerické klávesnici byly klávesy pro plus, minus, krát, děleno a Enter šedivé, a proto se pro ně vžil název „gray“ (tj. šedivé).
Disketová mechanikaDisketová mechanika 5,25″ o kapacitě 1,2 MiB (15 sektorů o 512 bajtech, 80 stop, dvě strany) umožnila uložit třikrát více dat, než původní 360 KiB jednotky (devět sektorů o 512 bajtech, 40 stop, dvě strany), avšak z počátku byly problémy zpětné kompatibility. Menší disketová jednotka 3,5″ byla dostupná až v pozdějších AT počítačích.
Pevný diskPrvní počítače AT měly pevný disk s kapacitou 20 MiB (v XT jen 10 MiB) a rychlejším náhodným přístupem (asi 40 ms), pozdější modely byly vybaveny až dvěma disky s kapacitou 40 MiB na jednotku. Mechaniky vyrobené ve firmě Computer Memories měly poruchovost 25–30 % po jednom roce. Tento problém byl částečně způsoben selháváním automatického parkování čtecí/záznamové hlavy, když byl počítač vypínán a částečně k chybě algoritmu v DOS 3.0 FAT.[zdroj?]
Grafická kartaPůvodní AT modely (1984–1986) byly vybaveny grafickými kartami CGA, MDA, EGA nebo PGA. Pozdější modely (po roce 1987) obsahovaly kartu VGA[zdroj?], která se stala standardem a byla většinou plně zpětně kompatibilní s EGA a CGA.
DOSFirma IBM vydala PC DOS 3.0, který podporoval nové funkce AT počítačů včetně předběžné podpory pro počítačové sítě v jádře DOSu (plně podporováno v pozdějších verzích 3.x jako rozšiřující ovladače).
ZabezpečeníAT byl vybaven fyzickým zámkem, který mohl být použit k zamezení přístupu k počítači vypnutím klávesnice pomocí speciálního malého klíčku (klíčky byly podobné, ale ne vzájemně kompatibilní).
KoprocesorPočítače AT umožňovaly stejně jako jejich předchůdci použít matematický koprocesor (Intel 80287, viz x87) pro rychlejší provádění operací s plovoucí desetinnou čárkou. Pro koprocesor byla na základní desce připravena patice. V pozdější době měly již procesory koprocesor integrován (od Intel 80486).